# Идзумодзаки
Идзумодзаки (яп. 出雲崎町 Идзумодзаки-мати) — посёлок в уезде Санто  в центральной части префектуры Ниигата, Япония. Основан в 1616 году. Площадь города составляет 44,38 км², население — 4547 человек (1 августа 2014), плотность населения — 102,46 чел./км².

## География
Идзумодзаки находится на берегу Японского моря и граничит с городами Нагаока и Касивадзаки. Через посёлок протекает река Гомотогава. Идзумодзаки расположен в регионе с сильными снегопадами, но высота снежного покрова в посёлке редко превышает один метр.

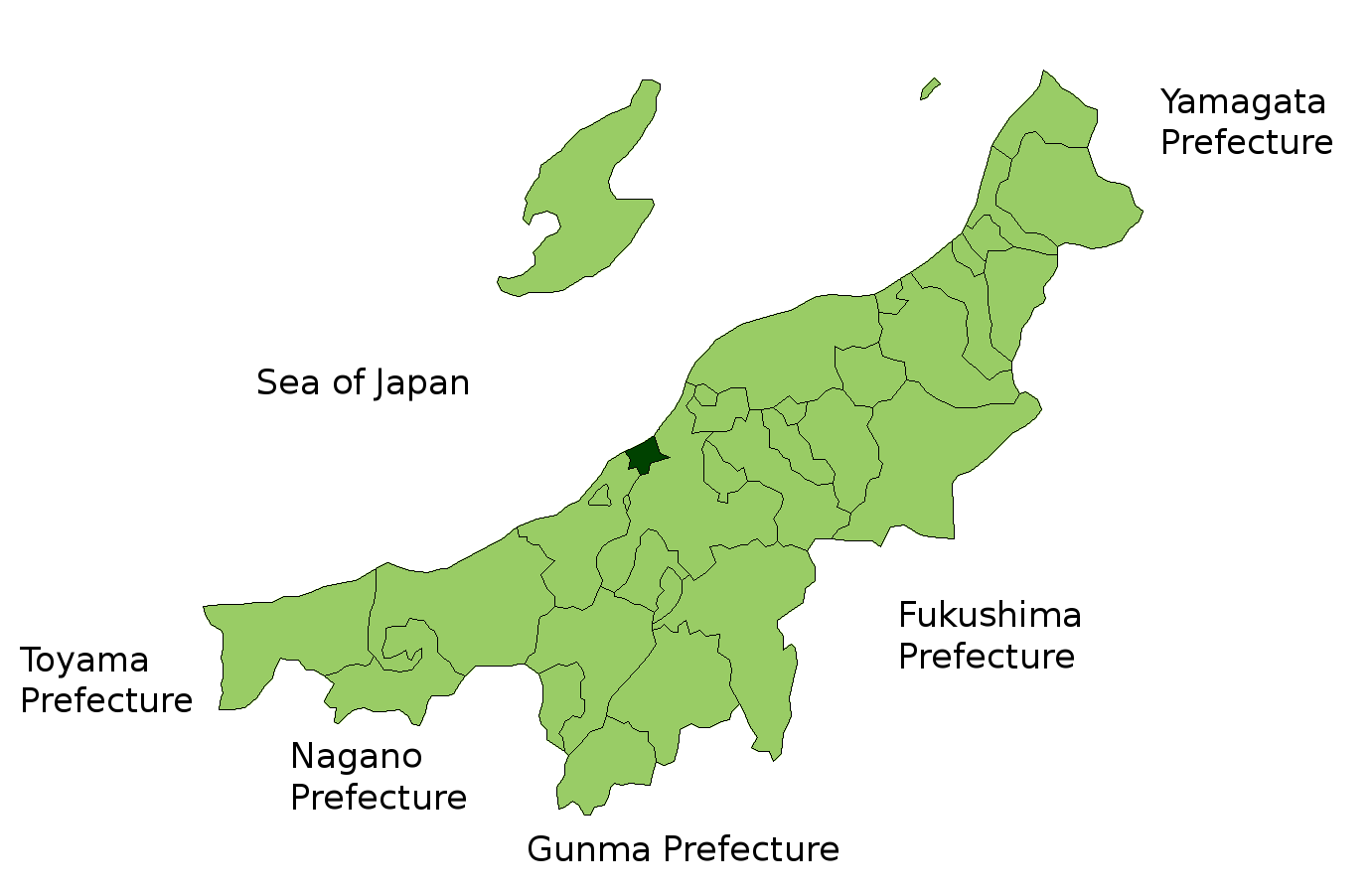
Идзумодзаки на карте префектуры Ниигата

### Климат
Идзумодзаки имеет субтропический климат с тёплым влажным летом и холодной снежной зимой.

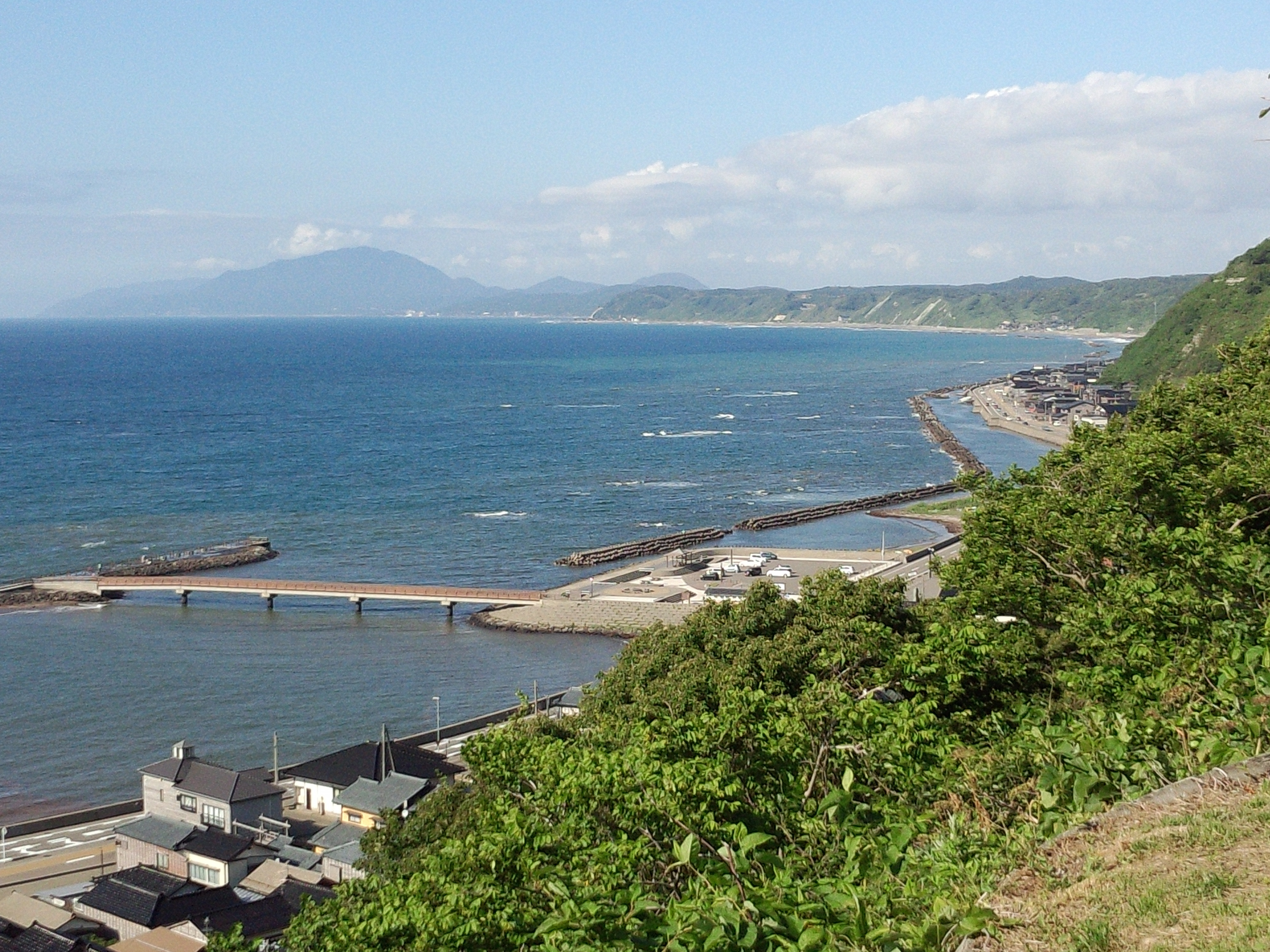
Набережная в Идзумодзаки

## Демография
Последние 50 лет население Идзумодзаки неуклонно уменьшается. На момент 1 октября 2020 года оно составляло 4113 человек. 
Изменение численности населения с 1980 по 2005 годы:
| 1980 | 7048 чел. |  |
| 1985 | 6780 чел. |  |
| 1990 | 6421 чел. |  |
| 1995 | 6213 чел. |  |
| 2000 | 5814 чел. |  |
| 2005 | 5338 чел. |  |

## История
Территория современного Идзумодзаки входила в историческую провинцию Этиго. В период Эдо эти земли контролировал сам сёгунат Токугава. В период Мэйдзи регион стал частью уезда Санто; 1 апреля 1886 года был создан посёлок Идзумодзаки. 20 июня 1957 года Идзумодзаки объединился с соседним селом Нисикоси.

## Экономика
Идзумодзаки зарабатывает главным образом на рыбной ловле.

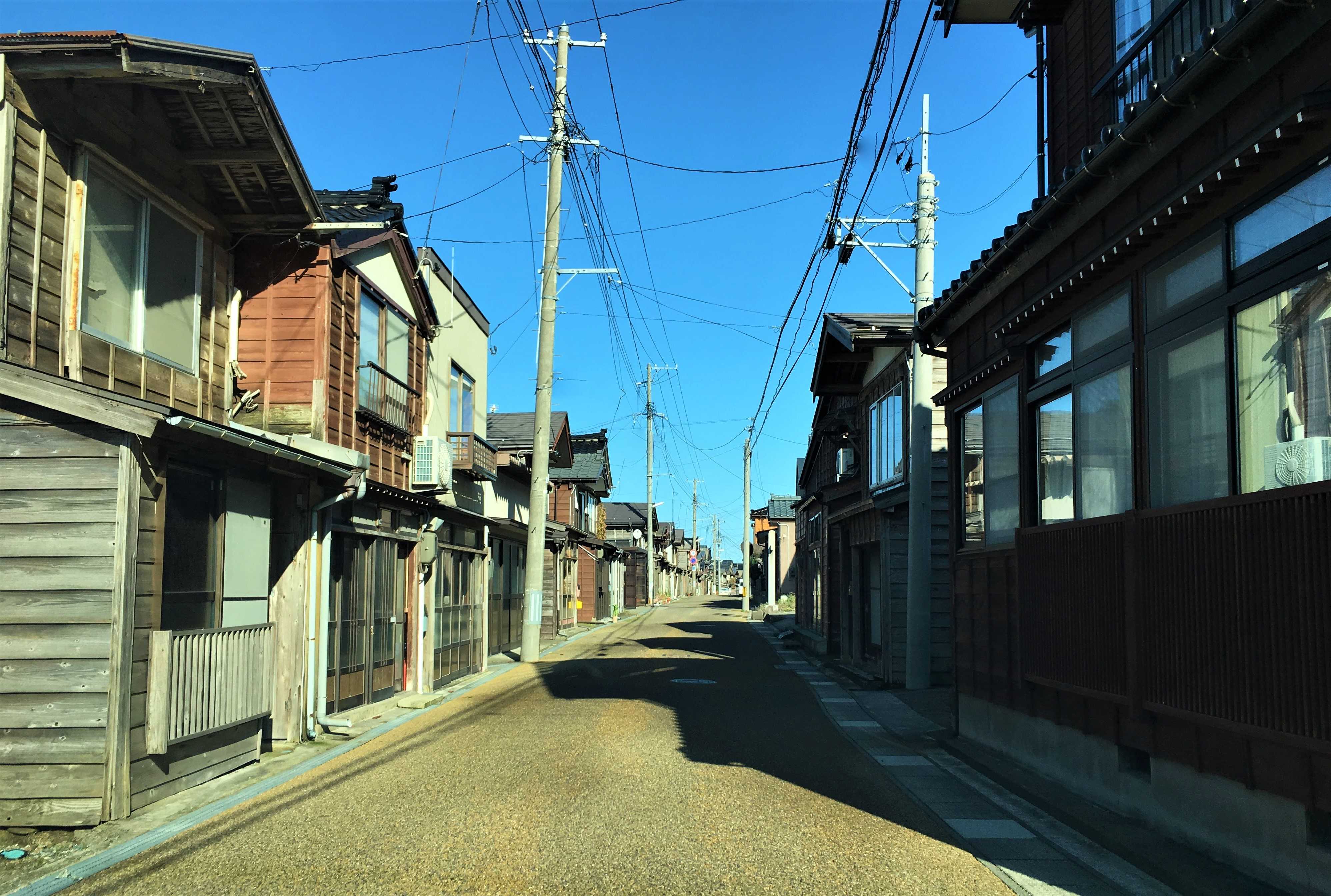
Улица в Идзумодзаки

## Образование
В Идзумодзаки есть одна начальная, одна средняя и одна старшая школа.

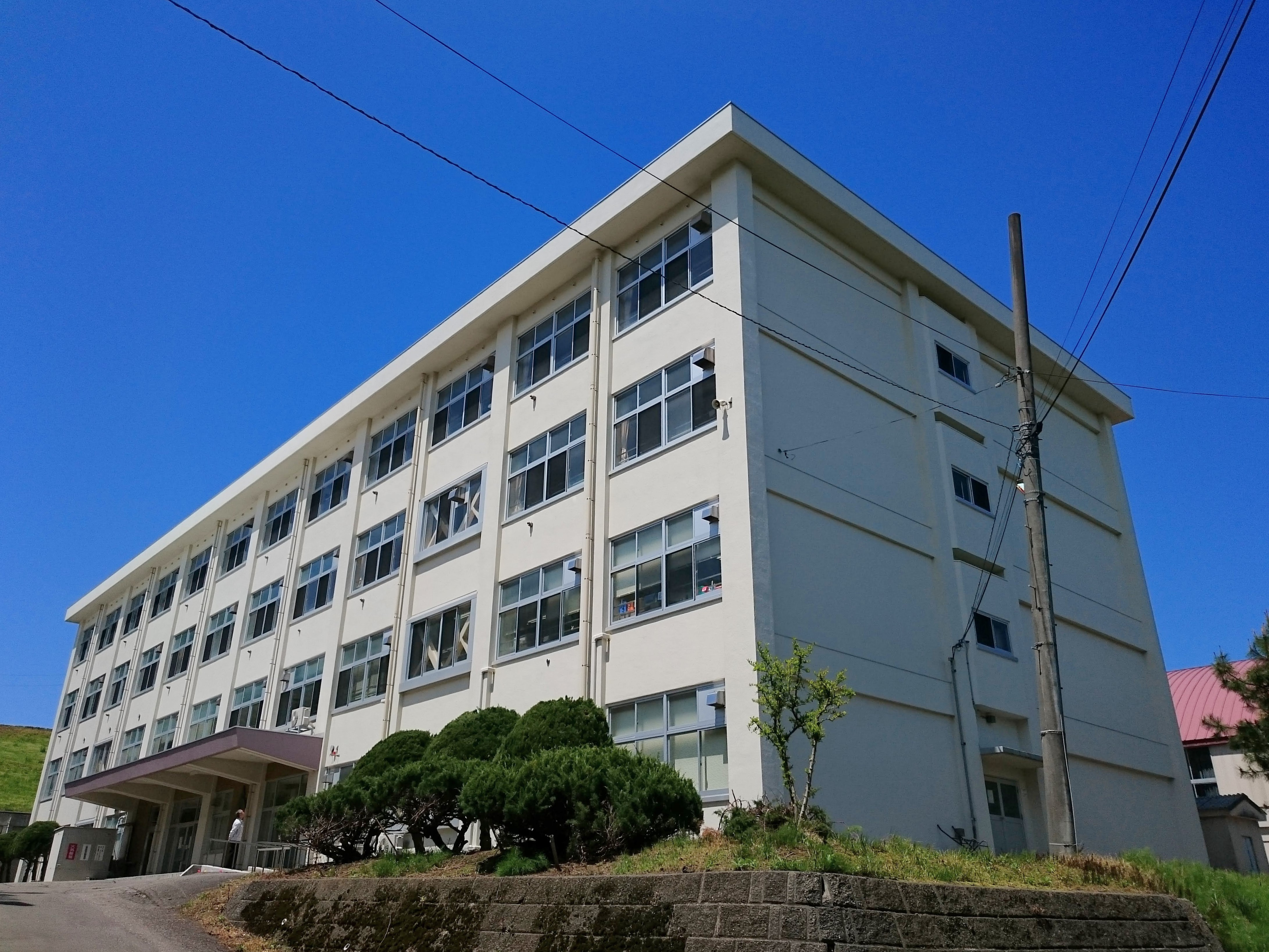
Старшая школа Идзумодзаки

## Транспорт

### Железные дороги
- East Japan Railway Company - Линия Этиго.

В посёлке работают железнодорожные станции Огинодзё и Идзумодзаки.

### Автодороги
Через Идзумодзаки проходят национальные дороги 116, 352, 402 и 460.

## Достопримечательности

### Места
- Дом-музей Рёкана.
- Хоккоку Кайдо — дорога периода Эдо.

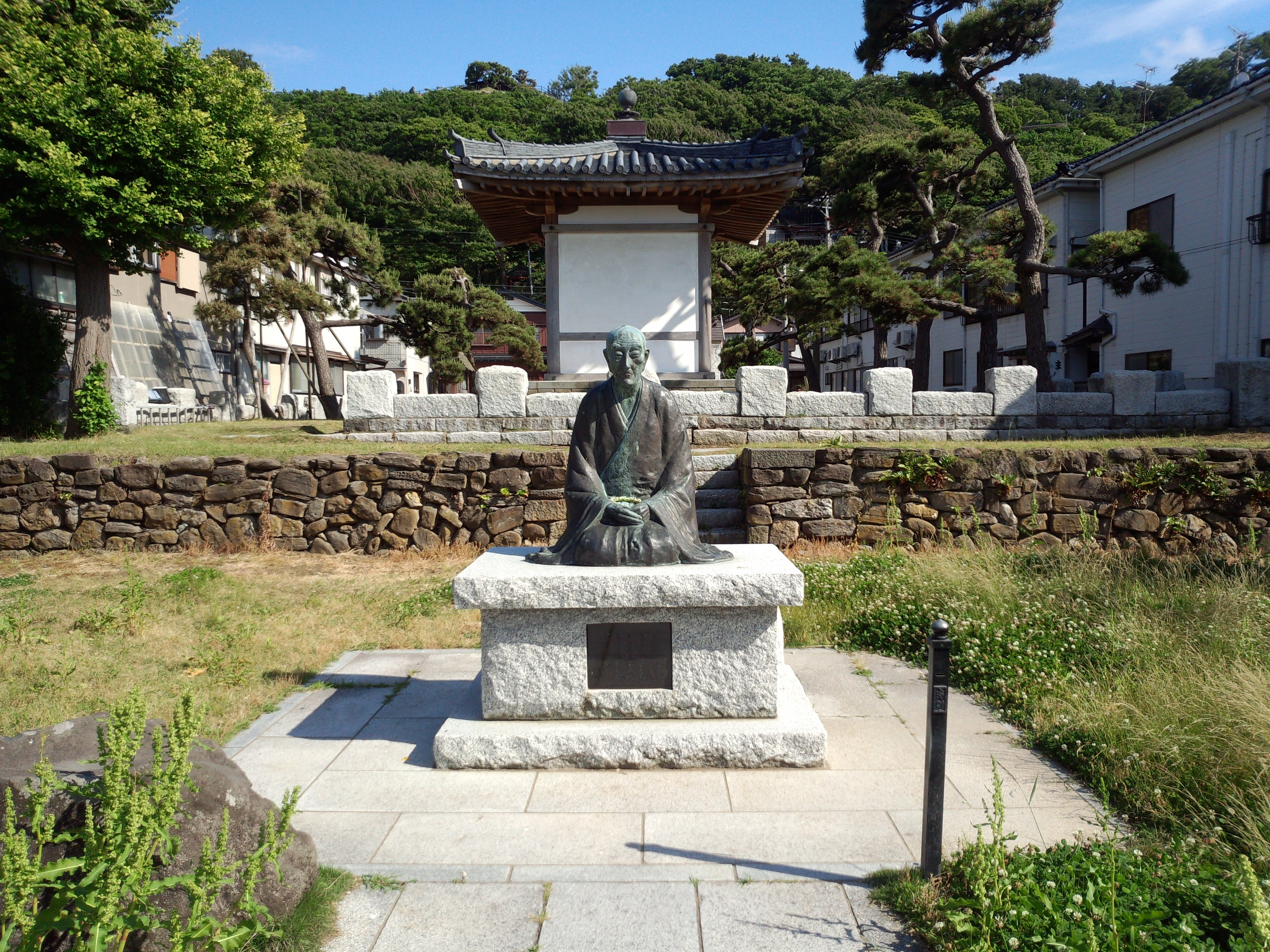
Памятник Рёкану перед его домом

### События
- Гастрономическая экскурсия по Идзумодзаки.

## Известные личности
- Рёкан Тайгу — великий поэт, философ и каллиграф эпохи Эдо.
- Ницу, Цунэкити — купец.
- Кондо, Масамити — политик, депутат Палаты советников парламента Японии.
- Хасэгава, Минокити — редактор, бизнесмен.
- Икеда, Сюн — бейсбольный питчер.